# Welcome Stranger

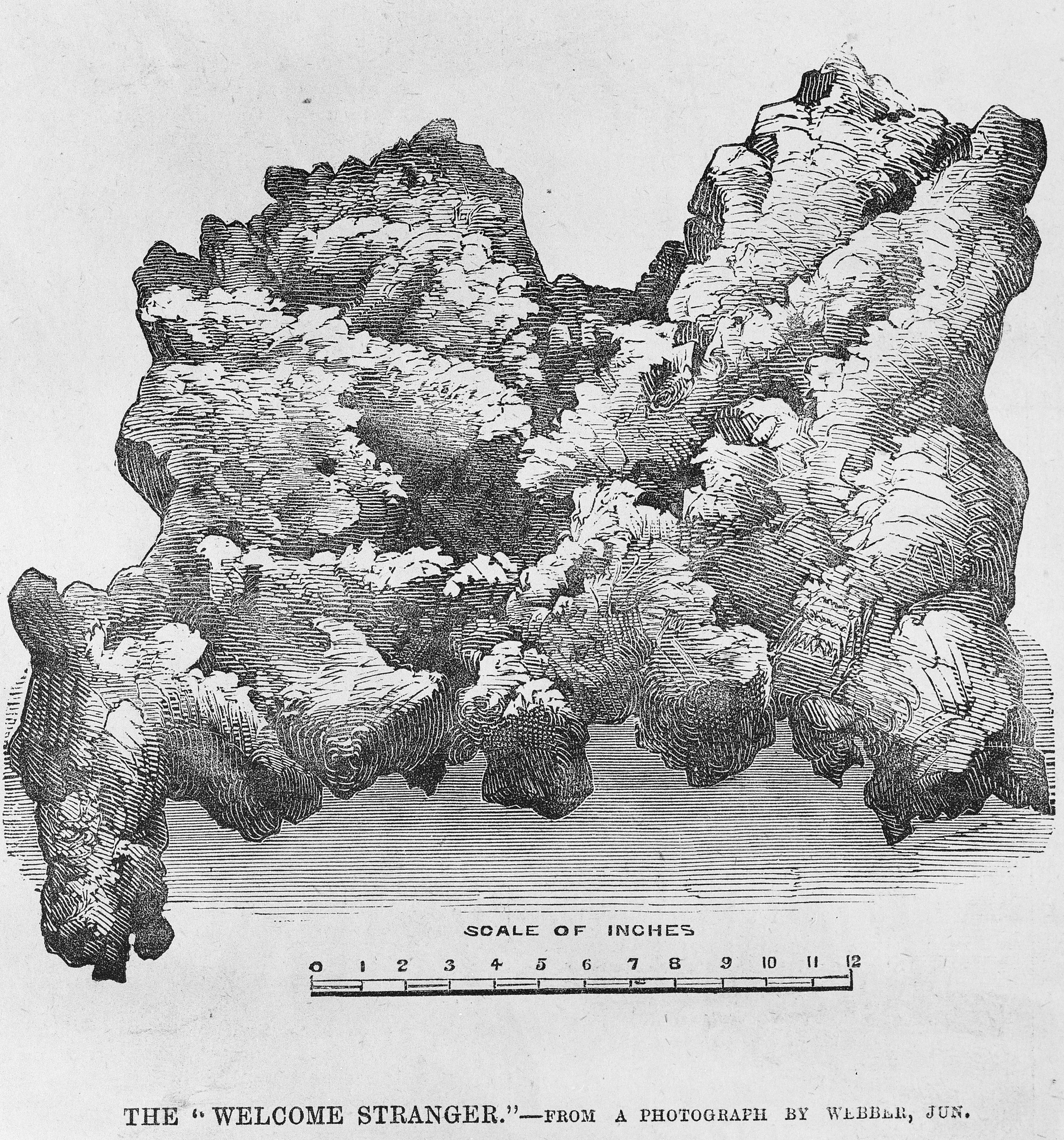
Gravure du Welcome Stranger publiée dans The Illustrated Australian News for Home Reader le 1er mars 1869.

Le Welcome Stranger est la plus grosse pépite d'or découverte à ce jour.
Son poids était de 72 kilogrammes (2 315 onces troy) une fois nettoyée et elle mesurait 61 centimètres de large pour 31 centimètres de long. Découverte le 5 février 1869 par deux Britanniques, John Deason et Richard Oates, cette pépite a été trouvée à Moliagul à environ 14 kilomètres au nord-ouest de la ville de Dunolly, dans l’État de Victoria en Australie.

## Histoire de la découverte

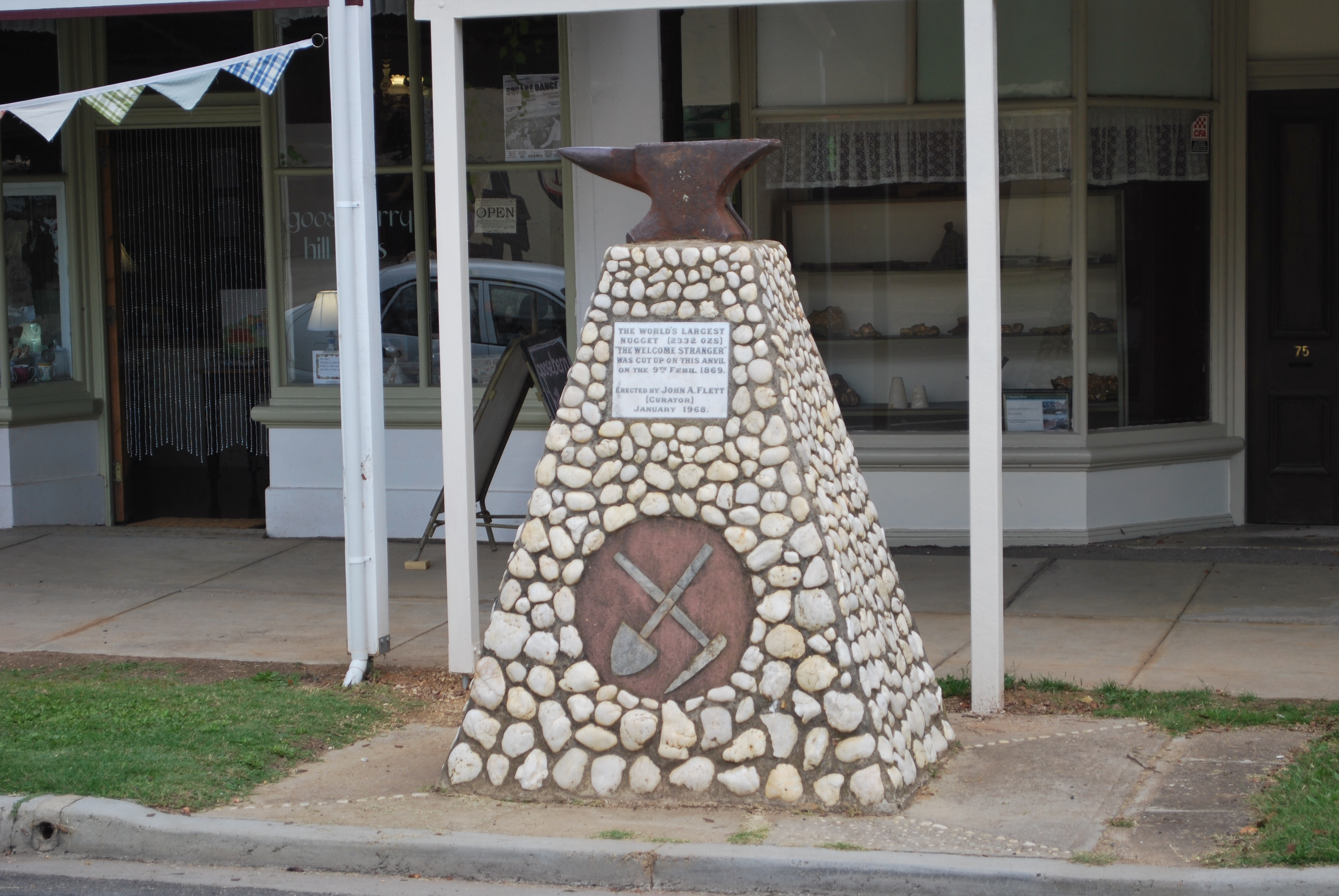
L'enclume ayant servi à casser la pépite, conservée à Dunolly.

Lorsqu'elle a été découverte, la pépite d'or se trouvait à seulement 3 centimètres sous la surface du sol, à proximité de l'écorce d'un arbre sur un terrain en pente menant à Bulldog Gully. Le poids brut de cette pépite était de 109,59 kg. Après les premières opérations d'ébavurage visant à enlever les impuretés présentes sur la pépite, cette dernière ne pesait plus que 78 kg. Une fois nettoyée, la pépite pesait 2 315 onces troy soit 72 kg, ce qui en fait la plus grosse pépite découverte dans le monde.
En l'absence d'une balance capable d'afficher le poids d'une pépite d'or aussi grosse, John Deason et Richard Oates ont dû se résoudre à la briser en trois morceaux. Pour pouvoir casser cette énorme pépite, il a fallu recourir aux services d'un forgeron installé à Dunolly. Ce dernier, nommé Archibald Wall, utilisa une enclume pour pouvoir diviser la pépite en plusieurs morceaux. Cette enclume a été conservée dans la ville voisine de Dunolly.
John Deason, Richard Oates et quelques amis ont alors emmené la pépite d'or à la London Chartered Bank of Australia. Cet établissement bancaire situé à Dunolly leur avança la somme de 9 000 livres sterling. Finalement les deux hommes reçurent la somme de 9 381 livres pour leur découverte. Par suite, la pépite fut baptisée Welcome Stranger. Selon des estimations réalisées en janvier 2013, la valeur de cette pépite serait estimée aux alentours de 3 766 950 dollars US.
Rapidement après sa découverte, la pépite a été fondue et envoyée à Melbourne sous la forme de lingots. L'or a ensuite pris la direction de la banque d'Angleterre. Les lingots ont quitté l'Australie à bord d'un bateau à vapeur le 21 février soit deux semaines et deux jours après sa découverte.

## Les découvreurs

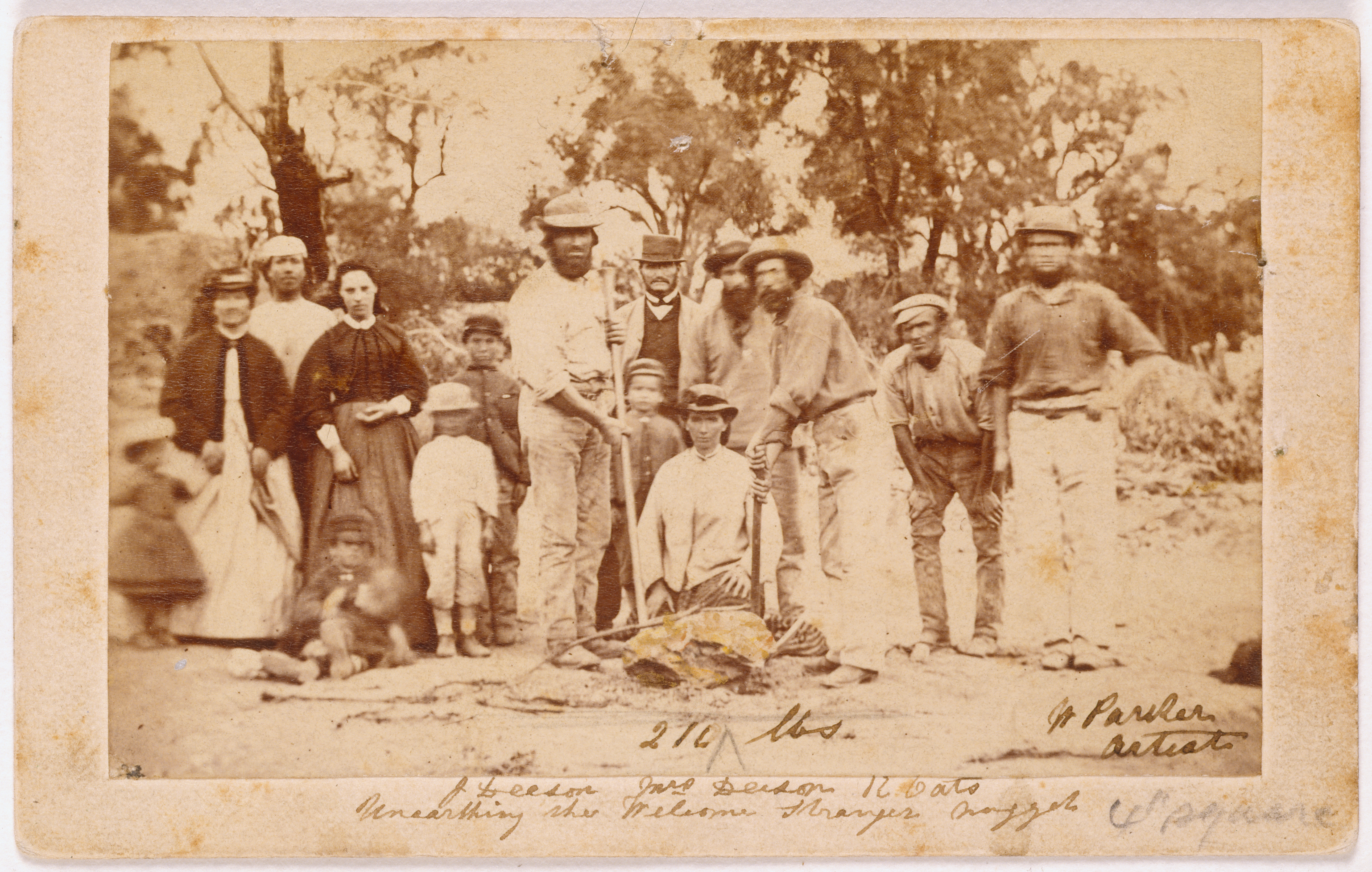
Des mineurs et leurs femmes posent aux côtés des découvreurs de la pépite, Richard Oates, John Deason et sa femme.

Né en 1829 sur l'île de Tresco dans l'archipel des îles Scilly, au sud-ouest de la péninsule de Cornouailles, John Deason devint chercheur d'or en 1851. Il passa la plus grande partie de sa vie à travailler dans les mines d'or, à la recherche de pépites. Une grande partie de sa fortune fut perdue dans des investissements très risqués dans des mines qui ne produisirent pas les quantités d'or espérées. En plus de son métier de chercheur d'or, John Deason possédait une boutique dans la ville de Moliagul. C'est là qu'il acheta une petite ferme où il vécut jusqu'à sa mort en 1915 à l'âge de 85 ans.
Richard Oates est né en 1827 à Pendeen dans les Cornouailles. Après la découverte de cette énorme pépite d'or, il partit au Royaume-Uni pour se marier en 1869. Sa femme et lui revinrent en Australie où ils élevèrent leurs quatre enfants. Richard Oates acheta une grande parcelle de terre à Marong dans l'état de Victoria. Reconverti dans l'élevage, il mourut à 79 ans sur ses terres.